# Polyphlyctis cystofera
Polyphlyctis cystofera är en svampart som först beskrevs av Willoughby, och fick sitt nu gällande namn av A. Batko. Polyphlyctis cystofera ingår i släktet Polyphlyctis och familjen Chytridiaceae.   Inga underarter finns listade i Catalogue of Life.